# Варюхин, Владимир Алексеевич
Варюхин, Владимир Алексеевич (укр. Варюхін Володимир Олексійович; 14 декабря 1921, с. Зарванцы, Винницкой области, УНР — 8 июля 2007, Киев, Украина) — советский и украинский учёный, профессор, доктор технических наук, Заслуженный деятель науки УССР, генерал-майор, основоположник теории многоканального анализа, создатель научной школы цифровых антенных решёток.

## Биографические сведения
Участник Великой Отечественной войны.
- 27.09.1939 — 08.03.1942 — радист 2-й Краснознамённой армии Дальневосточного фронта;
- 08.03.1942 — 05.08.1942 — начальник радиостанции 927-го отдельного батальона связи 96-й стрелковой дивизии 2 ОКА;
- 05.08.1942 — 04.11.1942 — командир радиовзвода 927-го отдельного батальона связи 96-й стрелковой дивизии 21 армии Сталинградского фронта;
- 04.11.1942 — 11.01.1943 — командир радиовзвода, Сталинградский (Донской) фронт ;
- 11.01.1943 — 28.04.1943 — раненый, лечение в эвакогоспитале 3755;
- 28.04.1943 — январь 1944 — командир радиовзвода, 905 БАО Уральского военного округа;
- январь 1944 — 12.04.1944 — командир радиовзвода, один из Украинских фронтов,
- 12.04.1944 — 10.07.1945 — командир радиовзвода, 69 БАО 68 РАБ (советско-американская операция «Фрэнтик»);
- 10.07.1945 — 23.05.1951 — слушатель Военной электротехнической академии связи им. С. М. Будённого (г. Ленинград, ныне С.-Петербург)[2];
- 23.05.1951 — 18.11.1961 — преподаватель Военной командной академии связи, а затем —Военной академии связи им. С. М. Будённого (г. Ленинград, ныне С.-Петербург);
- 27.11.1956 — решением совета Военной Краснознамённой инженерной академии связи им. С. М. Будённого присуждена учёная степень кандидата технических наук[2].

С 18.11.1961 г. проходил службу в Киевском высшем зенитном ракетном инженерном училище.
С 01.08.1974 г. по 1977 г. — начальник кафедры филиала ПВО Сухопутных войск Военной артиллерийской академии им. М. И. Калинина.
С 1977 по 1981 г. был начальником кафедры Военной академии ПВО Сухопутных войск имени Маршала Советского Союза Василевского А. М., профессором кафедры радиоэлектроники (с 1981 г.).
Член специализированного учёного совета по присуждению учёной степени доктора наук, организатор и руководитель постоянно действующего семинара «Проблемные вопросы анализа и синтеза цифровых антенных решёток». С 1996 г. — в Академии ВС Украины (Киев).
Доктор технических наук — 1968 г., профессор — 1972 г., Заслуженный деятель науки УССР — 1979 г.

## Научные результаты

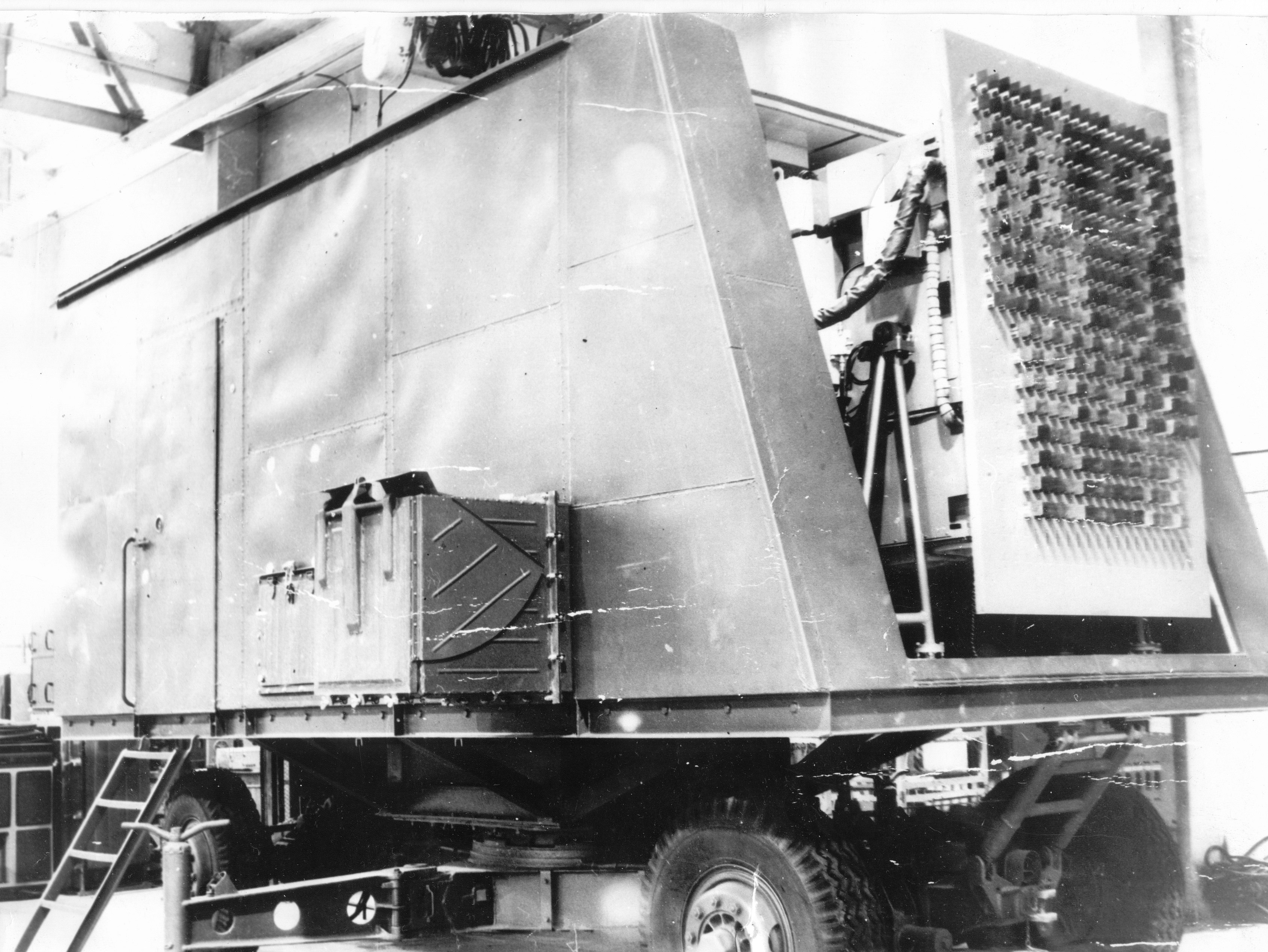
Опытный образец 64-канальной ЦАР

Основатель известной научной школы многоканального анализа и цифровых антенных решёток (ЦАР).
Теория многоканального анализа рассматривает способы определения угловых координат источников в зависимости от угловых расстояний между ними, фазовых и энергетических соотношений между сигналами, а также функциональные схемы устройств, реализующих теоретические выводы. Определение параметров источников производится непосредственным решением систем трансцендентных уравнений высокого порядка, описывающих функцию отклика многоканального анализатора. Трудности, возникающие при решении систем трансцендентных уравнений высокого порядка, были преодолены Варюхиным В. А. путём «сепарации» неизвестных, при которой определение угловых координат сводится к решению двух или даже одного уравнения, а определение комплексных амплитуд — к решению линейных систем уравнений порядка N.
Важным этапом в признании научных результатов Варюхина В. А. стала защита им диссертации на соискание учёной степени доктора технических наук, состоявшейся в 1968 г.
Отличительной чертой развитых им теоретических основ была максимальная автоматизация процесса оценивания координат и параметров сигналов, тогда как за рубежом в это время зарождался подход, базирующийся на формировании функции отклика сейсмического многоканального анализатора и оценке его разрешающей способности на основе визуальных впечатлений.
Межведомственное научно-техническое совещание, проведеное в 1977 г. Научным Советом АН СССР по проблеме «Статистическая радиофизика» (председатель — академик Кобзарев Ю. Б.) и Филиалом противовоздушной обороны Сухопутных войск Военной артиллерийской академии им. М. И. Калинина (г. Киев), признало приоритет научной школы Варюхина В. А. в разработке и практической реализации теории многоканального анализа. Оно же датировало начало исследований, выполненных под руководством Варюхина В. А. по направлению цифровых антенных решёток, 1962 годом.

### Основные публикации
- А. С. СССР № 25752. Способ измерения направлений на источники электромагнитного поля. //Варюхин В. А., Заблоцкий М. А. — 1962.
- Варюхин В. А., Касьянюк С. А. Об одном методе решения нелинейных систем специального вида. — Журнал вычислительной математики и математической физики, Издание АН СССР, 1966, том 6, № 2, С. 347—352.
- Варюхин В. А., Касьянюк С. А., Финогенова В. Г. Об одной задаче связного экстремума для класса функций, представимых интегралом Стильтьеса, Изв. вузов. Матем., 1966, номер 6, С. 40-49.
- Варюхин В. А., Касьянюк С. А. О влиянии флюктуаций членов позитивной последовательности на её канонические главные представления, Ж. вычисл. матем. и матем. физ., 1968, том 8, номер 1, С. 169—173.
- Варюхин В. А., Касьянюк С. А. Об итерационных методах уточнения корней уравнений, Ж. вычисл. матем. и матем. физ., 1969, том 9, номер 3, С. 684—687.
- Варюхин В. А., Касъянюк С. А. Об итерационных методах решения нелинейных систем. Ж. вычисл. матем. и матем. физ., 1970, том 10, № 6, С. 1533—1536.
- Варюхин В. А., Касьянюк С. А. Об одном классе итерационных процедур решения систем нелинейных уравнений, Ж. вычисл. матем. и матем. физ., 1977, том 17, номер 5, С. 1123—1131.
- Варюхин В. А., Покровский В. И., Сахно В. Ф. Модифицированная функция правдоподобия в задаче определения угловых координат источников с помощью антенной решетки, Докл. АН СССР, 1983, том 270, номер 5, С. 1092—1094.
- Варюхин В. А., Покровский В. И., Сахно В. Ф. О точности измерения угловых координат нескольких источников с помощью антенной решётки// Радиотехника и электроника. 1984. № 4.
- Варюхин В. А. Основы теории многоканального анализа /В. А. Варюхин. — К. : ВА ПВО СВ, 1993. — 171 с.
- Варюхин В. А. Основы теории многоканального анализа./Под ред. В. И. Покровского. — Киев: Наук. думка, 2015. — 168 с.

Большинство научных работ имели закрытый характер.

## Награды
- Орден Красной Звезды[11]
- Орден Красной Звезды[12]
- Орден Отечественной войны II-й степени[13]
- Орден Отечественной войны I-й степени[14]
- Медаль «За боевые заслуги»[15]
- Медаль «За победу над Германией в Великой Отечественной войне 1941—1945 гг.»[16]
- Знак «Почётный радист СССР»